# فان فيليبس
فـان فيليبس (بالإنجليزية: Van Phillips)‏ هو مهندس أمريكي، ولد في 1954.